# ادوارد آزاریان
ادوارد آزاریان (ارمنی: Էդուարդ Ազարյան؛ زادهٔ ۱۱ آوریل ۱۹۵۸ در ایروان) ژیمناست بازنشسته اهل ارمنستان شوروی است. وی پسر آلبرت آزاریان می‌باشد.